# Т.37
T.37 — это Рекомендация Сектора стандартизации электросвязи МСЭ (МСЭ-Т) по передаче факсимильных сообщений посредством электронной почты. Этот способ также называется «IFax», «Internet Fax» или «Store-and-Forward» (с англ. — «Сохранить и переслать»).
Факсимильные аппараты, поддерживающие T.37, отправляют факс, преобразуя его в документ формата TIFF, который прикрепляется к электронному письму (используя стандарт MIME), которое, в свою очередь, отправляется на адрес электронной почты получателя по протоколу SMTP. Целевой факсимильный аппарат получает электронное письмо и распечатывает прикреплённый к нему документ.
Для взаимодействия с обычными факсимильными аппаратами:
- T.37 может использоваться в связке с факс-шлюзами (факс-серверами[англ.]), преобразующими электронные письма (со вложениями или без них) в факсимильные сообщения и наоборот.
- T.37-совместимые факсимильные аппараты имеют унаследованную от обычных факсимильных аппаратов функциональность по отправке сообщений на обычные телефонные номера по телефонной сети общего пользования.

Предложенный Инженерным советом Интернета (IETF) стандарт RFC 4143 позволяет определять адрес электронной почты получателя факсимильного сообщения по его телефонному номеру, используя систему DNS.

### Проприетарное ПО
- Venta4Net — Сетевая версия VentaFax.